# Cité du Cinéma
Cité du cinéma (Cidade do Cinema, em francês) é um complexo cinematográfico localizado em Seine-Saint-Denis, subúrbio popular do norte de Paris, na França. 

## Histórico

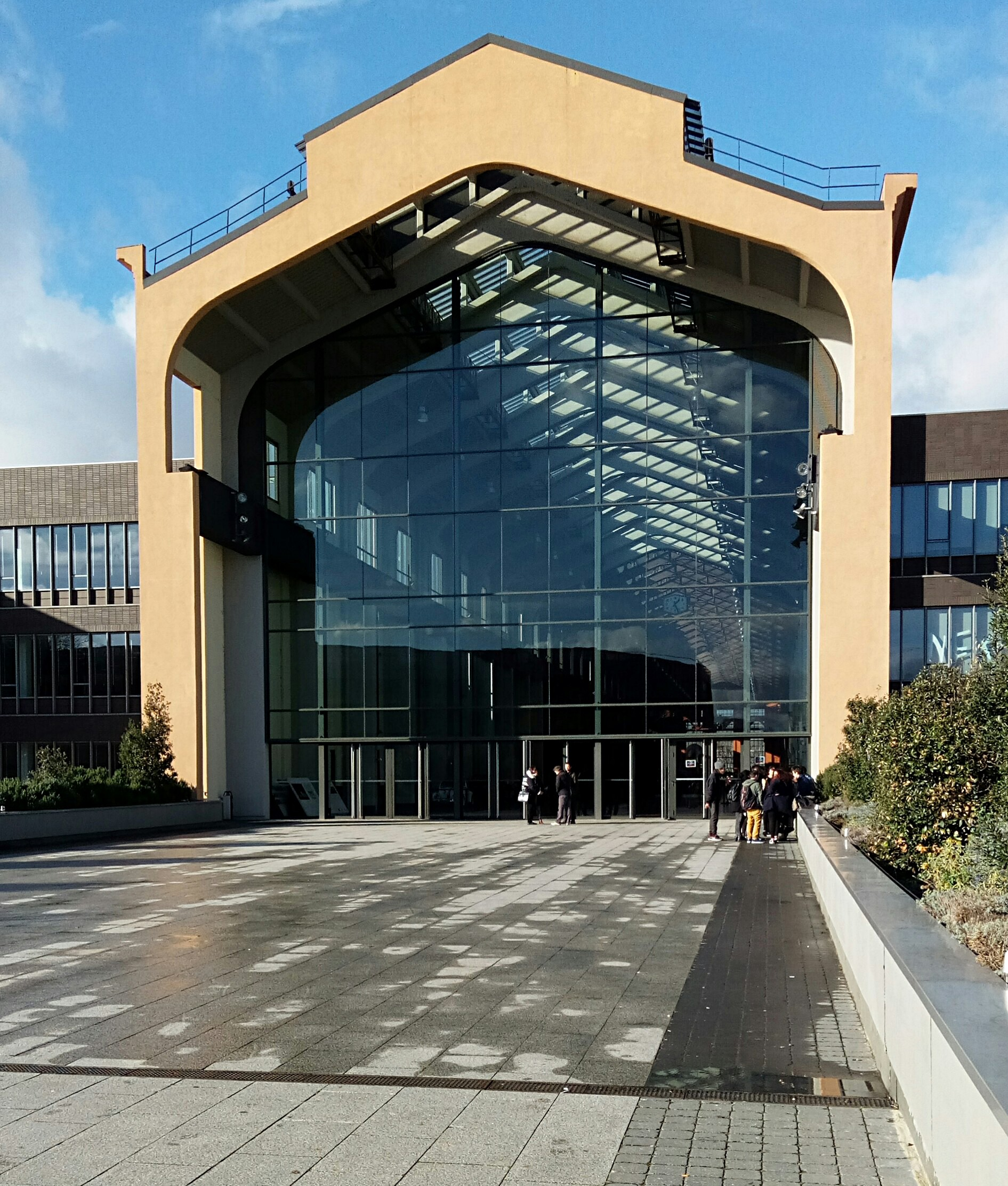
Entrada principal da Cité du Cinéma

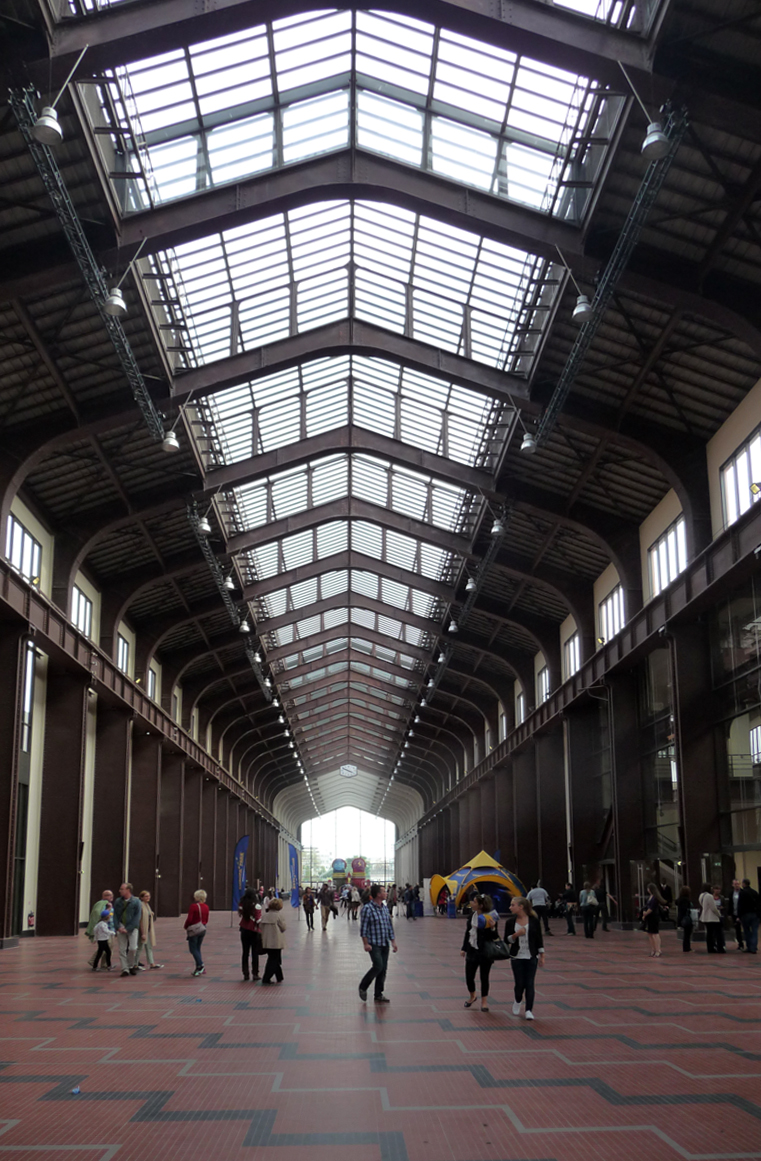
Vista do interior da Cité du Cinéma

Inaugurado em 21 de setembro de 2012 pelo cineasta francês Luc Besson - que realizou um antigo sonho seu - o complexo cinematográfico possui 62 mil metros quadrados  e foi construído em uma antiga central elétrica. O complexo está avaliado em € 180 milhões (cento e oitenta milhões de euros) e já é chamado de "Hollywood francesa". Estiveram presentes à inauguração grandes nomes do cinema internacional tais como Sophie Marceau, Jean Dujardin, Jamel Debbouze, Alain Terzian, Robert de Niro, Tommy Lee Jones e Michelle Pfeiffer. A Cidade do Cinema foi recebida com entusiasmo pelos moradores da região, pois o complexo fica numa área de elevado desemprego entre os jovens, muitos deles descendentes de imigrantes, que agora podem sonhar com um emprego na indústria cinematográfica. Besson inauguyou o local e passou a trabalhar nele realizando o filme Malavita, com os atores Robert de Niro, Tommy Lee Jones e Michelle Pfeiffer, que estreou em 2013.

## Figuras
- Uma área de 62 000 m² na área de "Carrefour Pleyel" :
  - 477 lugares para estacionamento.
  - 2 200 m² para a sala de projeção : 500 lugares para profissionais. O palco tem 18 metros de comprimento e sete metros de altura. Projeção de vídeo 3D. Arquiteto: Atelier Touchard.
  - 3 800 m² para o restaurante : 1 200 lugares, refeitório, ginásio, cinco bufês diferentes, um prato chega à mesa e uma capacidade de 1 000 pessoas por hora, com a opção de comer fora em um terraço 600 metros quadrados. Ele pode acomodar até 500 pessoas sentadas e 1 000 pessoas para cocktails.
  - 4 000 m² para escritórios: carpintaria, oficina de pintura, o modelo de oficina, o serralheiro, a loja de luz, loja de câmeras, máquinas, os fabricantes de escritório, escritórios de produção, vestiários atores camarotes, mais espaçoso, vai estar lá em cima. Na frente dos caixas : vestir - Maquiagem - cabeleireiro, costura fantasias e mais dentro do edifício, o espaço de armazenamento ea estrutura de pós-produção Digital Factory na montagem imagem.
  - 6 000 m² para a nave : 282 metros de comprimento, 30 metros de largura e 25 metros de altura. Ele pode acomodar até 4 500 pessoas.
  - 8 000 m² para a "École Louis Lumière".
  - 9 500 m² há 9 estúdios : a 600 metros quadrados Studio 8, 800 metros quadrados para apartamentos de 1, 2 e 7, 1 000 m² para o estúdio 6, 1 100 metros quadrados para apartamentos 3 e 4, 1 300 m² para Studio 9 e 2 000 m² para o estúdio 5 de 20 metros. 5 piscinas de 150 m² estúdios para 2, 3, 7 e 9 e 420 m² para o estúdio 5 uma profundidade de 3 metros. Os pisos são de madeira estúdios 1, 2, 3, 7 e 8 e concreto polido para apartamentos de 4, 5, 6 e 9. Todas as bandejas são equipadas com uma grelha técnica estendido sobre toda a superfície da placa de aquecimento e ar condicionado (duas plantas redistribuir ar frio ou quente gelada em todos os tabuleiros). Eles podem acomodar até 1500 pessoas em convenção ou à noite.
  - 19 000 m² para a sede "EuropaCorp".
- Um custo de 140 000 000 € : 130 milhões pela "Caisse des Dépôts" e 10 milhões de Vinci.
- Arquiteto escritório : Reichen et Robert - Diretor: Jean François Authier.